# Леон Гілліс
Леон Гілліс (фр. Léon Gillis; 11 лютого 1913 — 24 березня 1977) — бельгійський доброволець військ СС, унтерштурмфюрер СС. Кавалер Лицарського хреста Залізного хреста.

## Біографія
Син сталевара Альбера Гілліса. У 18 років покинув школу і працював механіком, потім — торговим представником. В 1938 році вступив в Партію рексистів. В серпні 1941 року став одним із перших іноземних добровольців вермахту. Учасник Німецько-радянської війни. В серпні 1942 року був важко поранений у боях на Кавказі і повернувся в Бельгію на лікування. В листопаді 1943 року повернувся на фронт і очолив протитанковий взвод Валлонського легіону СС. Учасник боїв в Черкаському котлі, Померанії, на Одері і в Курляндії. В серпні 1944 року був знову важко поранений і тимчасово осліп. 3 травня 1945 року взятий в полон американськими військами і був переданий бельгійській владі, яка засудили Гілліса до 20 років примусових робіт.

## Звання
- Штандартенюнкер СС (1 березня 1944)
- Унтерштурмфюрер СС (20 квітня 1944)
- Оберштурмфюрер СС (20 квітня 1945)

## Нагороди
- Нагрудний знак «За участь у загальних штурмових атаках»
- Залізний хрест
  - 2-го класу (26 серпня 1942)
  - 1-го класу (8 вересня 1942)
- Медаль «За зимову кампанію на Сході 1941/42»
- Нагрудний знак «За поранення» в золоті
- Нагрудний знак ближнього бою в сріблі
- 3 нарукавні знаки «За знищений танк»
- Лицарський хрест Залізного хреста (30 вересня 1944)